# 12215 Jessicalounsbury
12215 Jessicalounsbury este o planetă minoră (asteroid), cu un diametru de 3,139 km, din centura de asteroizi. A fost descoperită pe 24 octombrie 1981 la Observatorul Palomar de Schelte J. Bus. 
Obiectul prezintă o orbită caracterizată de o semiaxă mare de 2,3005558 UAi, o excentricitate de 0,15, o înclinație de 6,53457 ° în raport cu ecliptica.